# Helmut Jahn (Fußballspieler)

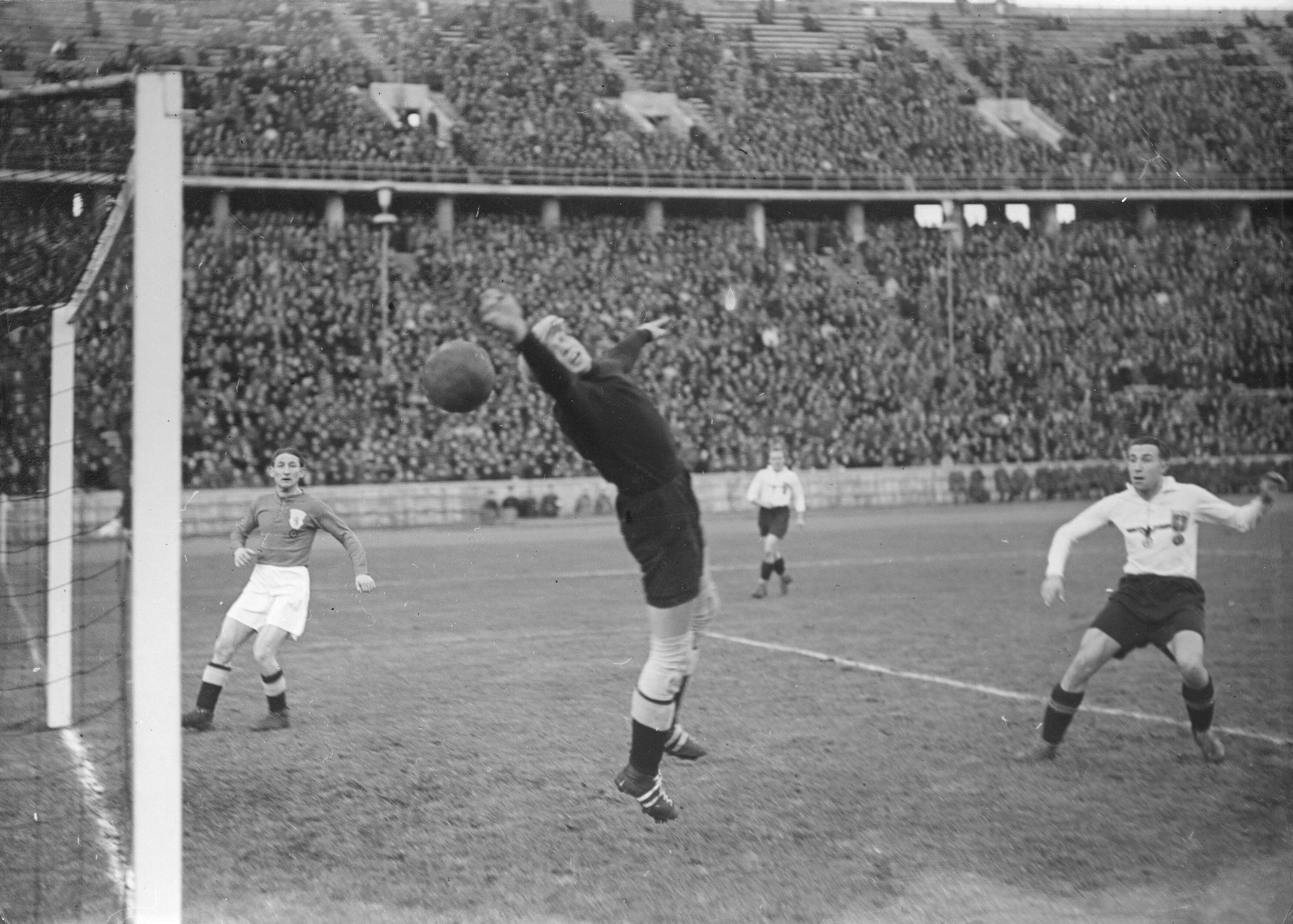
Helmut Jahn (Mitte) in einer Spielszene aus dem Jahr 1942

Helmut Jahn (* 22. Oktober 1917 in Berlin; † 18. März 1986 in Ludwigsburg) war ein deutscher Fußballspieler. Der Torhüter bestritt zwischen 1939 und 1942 insgesamt 17 Länderspiele für Deutschland.

## Karriere

### Vereine
Vor dem Zweiten Weltkrieg spielte sich die Karriere von Helmut Jahn in seiner Heimatstadt Berlin ab. Über die Stationen Spandauer SV (1925–1934), Brandenburger 03 Berlin (1934–1935) und Hertha 06 Charlottenburg (1935–1937) führte ihn sein Weg zum Berliner SV 1892, wo er bis 1943 aktiv war. Mit den „Störchen“ aus Wilmersdorf-Schmargendorf trat er in der Gauliga Berlin-Brandenburg an und konnte 1938 und 1943 zwei Meisterschaften erringen. In der Endrunde um die deutsche Fußballmeisterschaft 1943 absolvierte er drei Spiele gegen den LSV Püttnitz (mit Wiederholungsspiel) und Holstein Kiel mit dem „Gastspieler“ Ottmar Walter aus Kaiserslautern. Nach dem Krieg heuerte er zuerst beim FC St. Pauli in Hamburg an. Helmut Jahn heiratete 1945 in Ludwigsburg. Er wechselte zum VfB Stuttgart und absolvierte dort sieben Spiele in der höchsten Spielklasse. Nachdem dort der eigentliche Torhüter „Gummi-Schmid“ wieder ins Tor zurückwollte (er spielte vorher im Feld), wechselte er zu den Stuttgarter Kickers. Dort bestritt er bis November 1948 insgesamt 90 Spiele in der Fußball-Oberliga Süd. Von 1948 bis 1951 absolvierte Helmut Jahn 45 Spiele für die TuS Neuendorf in der Oberliga Südwest. Am 21. Mai 1950 bestritt er mit dem Südwest-Dritten ein Endrundenspiel um die deutsche Meisterschaft gegen den FC St. Pauli. Die damalige „Wunder“-Elf um Hans Appel, Walter Dzur, Harald Stender und Alfred Beck gewann das Spiel in Hannover mit 4:0 Toren. Seine Karriere ließ der Torhüter von 1951 bis 1953 beim VfB Lützel als Spielertrainer ausklingen.

### Auswahleinsätze
Im November 1939 absolvierte Helmut Jahn zwei Spiele mit der Stadtauswahl Berlin gegen Sofia (4:2) und Bukarest (0:1). Seine Leistungen bestätigten seine internationale Klasse und er gehörte ab Dezember dem Nationalmannschaftskader an.
Das erste Länderspiel in der Nationalmannschaft bestritt der Berliner Torhüter am 3. Dezember 1939 in Chemnitz gegen die Slowakei. Beim 3:1-Erfolg spielte er an der Seite von Hans Rohde, Albin Kitzinger, Ernst Lehner und Helmut Schön. Nach seinem Debüt in der Länderelf stand der Mann vom BSV 92 aber bis Mitte des Jahres 1941 hinter Hans Klodt vom FC Schalke 04 in Reserve. Mitten im Zweiten Weltkrieg wurde er unter Reichstrainer Sepp Herberger die Nummer eins im Tor der Nationalmannschaft. Vom 15. Juni 1941 (5:1-Sieg in Wien gegen Kroatien) bis zum 22. November 1942 in Pressburg gegen die Slowakei (5:2-Sieg), kamen weitere 14 Spiele für Jahn hinzu. Mit dem 198. Länderspiel in der Geschichte des DFB endete durch die Umstände des Zweiten Weltkriegs für acht Jahre die Länderspielaktivität der deutschen Fußballnationalmannschaft. Neben Jahn liefen gegen die Slowakei noch Paul Janes, Karl Miller, Andreas Kupfer, Hans Rohde, Albert Sing, Edmund Adamkiewicz, Karl Decker, Ernst Willimowski, Fritz Walter und August Klingler auf.
Zu Beginn der Oberligaära kam Jahn noch zu zwei Berufungen in Repräsentativspielen der Regionalverbände. Am 19. Mai 1948 hütete er das Tor von Süddeutschland beim 2:1-Erfolg in Frankfurt gegen eine Nordwest-Vertretung und am 11. November 1950 war er der Torhüter der Südwestauswahl, die in Ludwigshafen vor 60.000 Zuschauern ein 2:2-Remis gegen Süddeutschland erreichte. Eine chronische Schulterverletzung zwang ihm das Ende seiner aktiven Karriere auf.

## Sonstiges
- Jahn wirkte in der Rolle eines Fußballtorwarts in dem von Robert Adolf Stemmle 1941 produzierten und 1942 veröffentlichten Sportfilm „Das große Spiel“ mit.
- Ende der 50er Jahre war Helmut Jahn Spielausschussvorsitzender der Stuttgarter Kickers.